# 2023年二十国集团新德里峰会
2023年二十国集团新德里峰会（英語：2023 G20 New Delhi summit）是二十国集团第十八次领导人峰会，于2023年9月9日至10日在印度首都新德里举行。这是印度首次举办二十国集团领导人峰会，这也是二十国集团领导人峰会首次在南亚国家举办。
本次峰会的主题源于梵语，意为“同一个地球，同一个家园，同一个未来”。2023年9月9日，二十国集团成员一致邀请非洲联盟成为正式成员。
原计划2022年峰会由印度担任主办国，2023年峰会印度尼西亚担任主办国，但印尼在2023年同时还将担任东盟轮值主席国，因此经两国商议，对调了两国担任峰会主办国的时间。中华人民共和国领导人习近平与俄罗斯总统普京均缺席本次会议，分别改为中国国务院总理和俄罗斯外交部长出席。
此次峰會發表了聯合聲明（新德里峰会宣言），內容間接提到俄羅斯入侵烏克蘭，指任何國家必須避免以武力奪取他國領土，但未有點名俄羅斯。聯合聲明呼籲俄烏兩國要全面有效落實黑海糧食出口協議，確保發展中國家糧食安全。聯合聲明認同要監管加密貨幣，要因應國情加快淘汰燃煤發電的步伐，擴大融資，支持發展中國家的低碳轉型，目標在2030年將全球可再生能源產能提高兩倍。

## 与会领导人

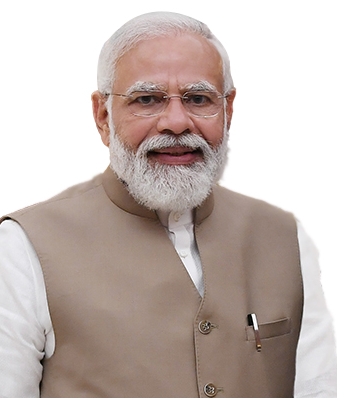
印度 總理 纳伦德拉·莫迪（主办）
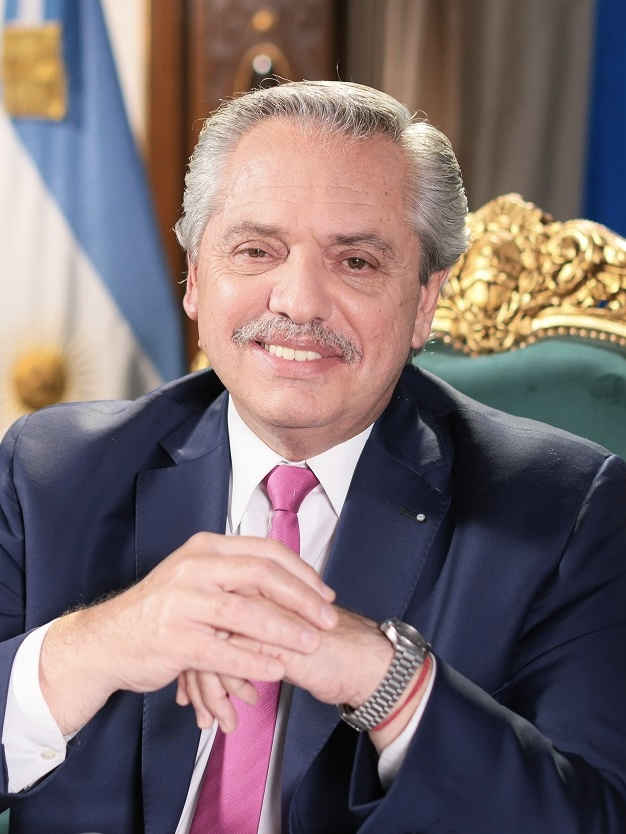
阿根廷 总统 阿尔韦托·费尔南德斯
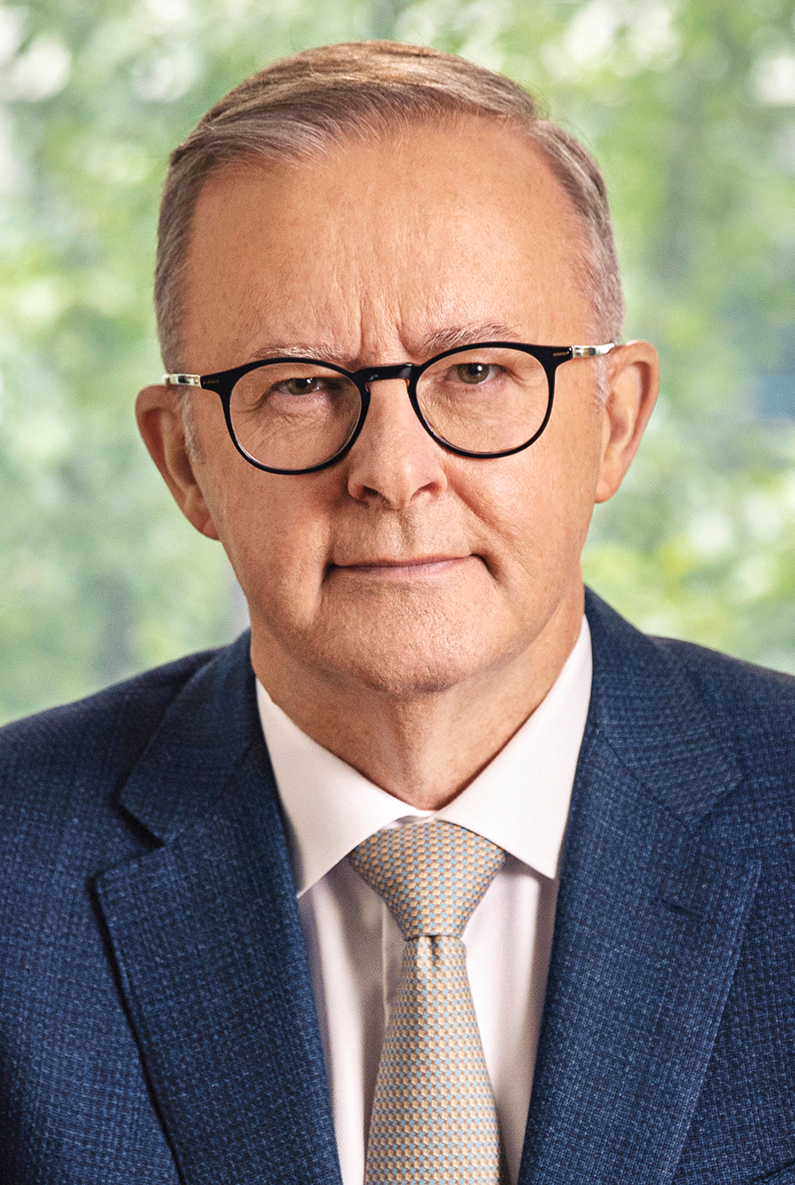
总理 安东尼·阿尔巴尼斯
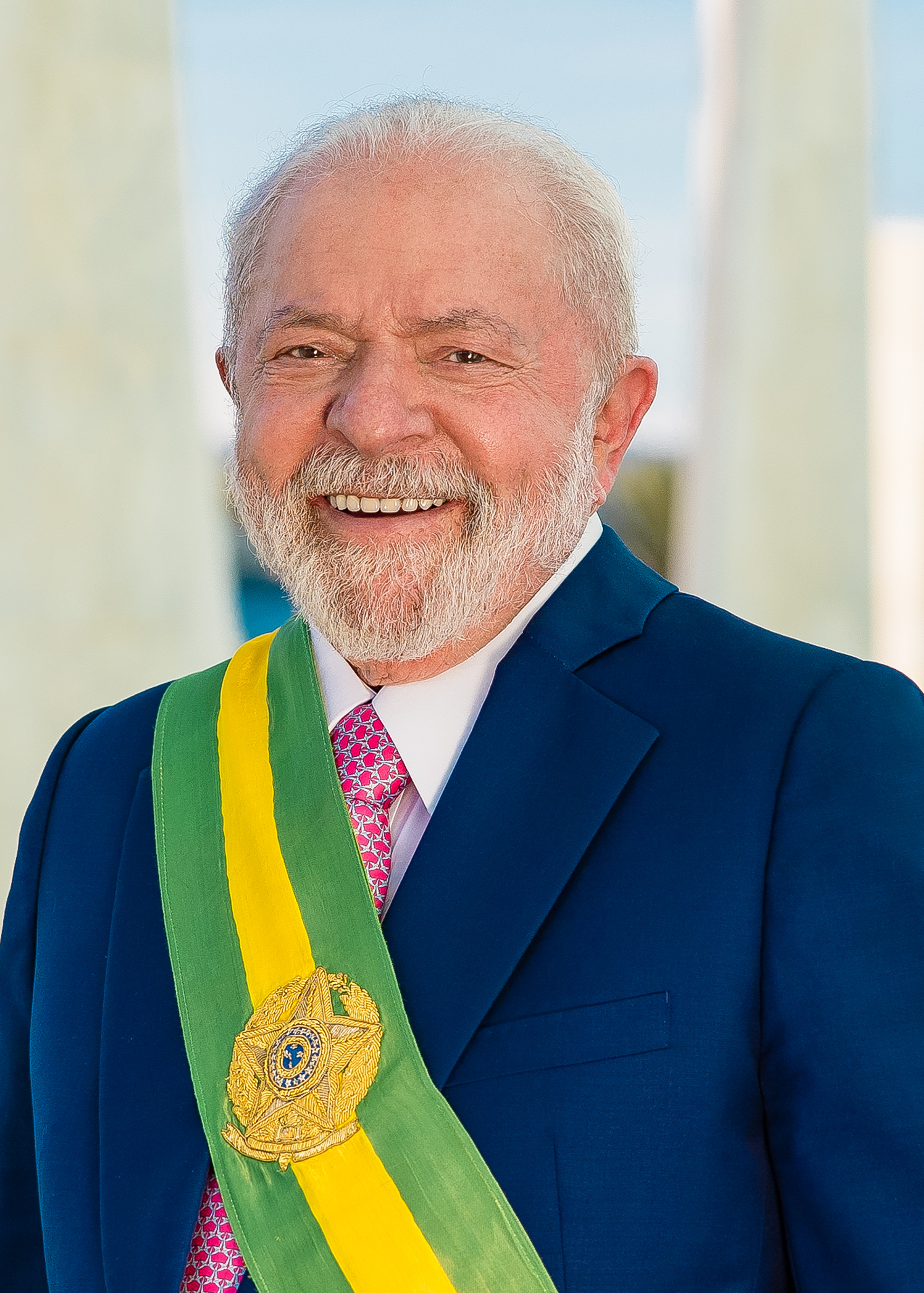
巴西 总统 卢拉·达席尔瓦
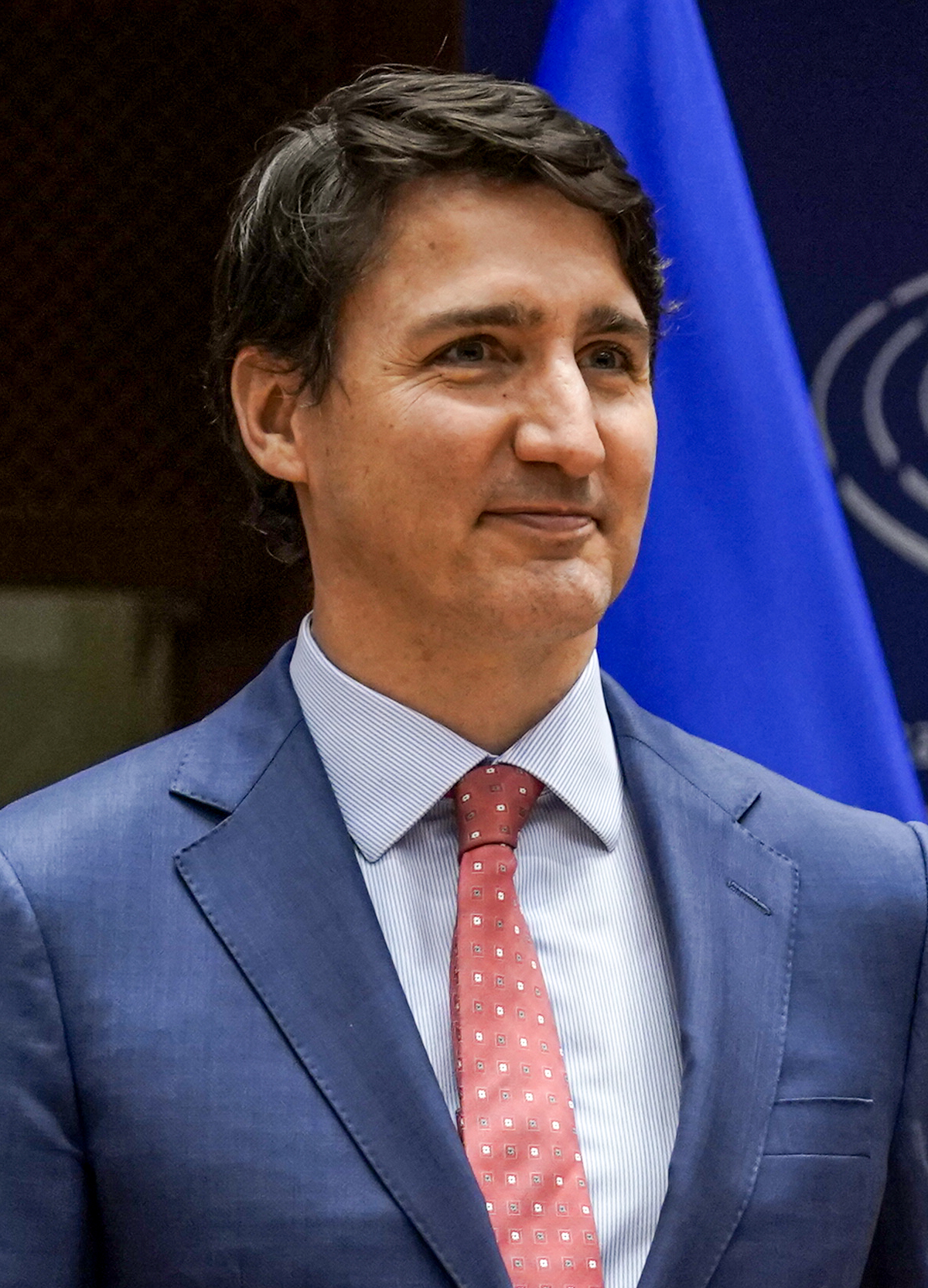
加拿大 總理 贾斯汀·特鲁多
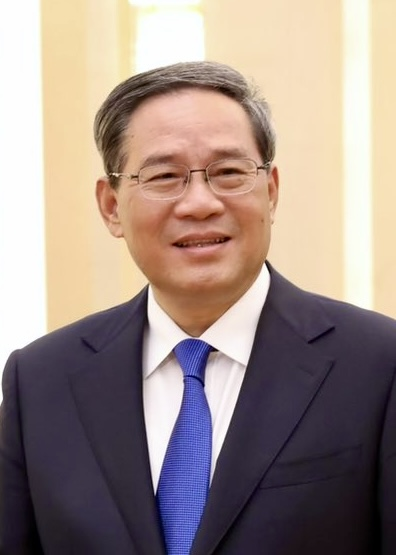
中国 国务院总理 李强
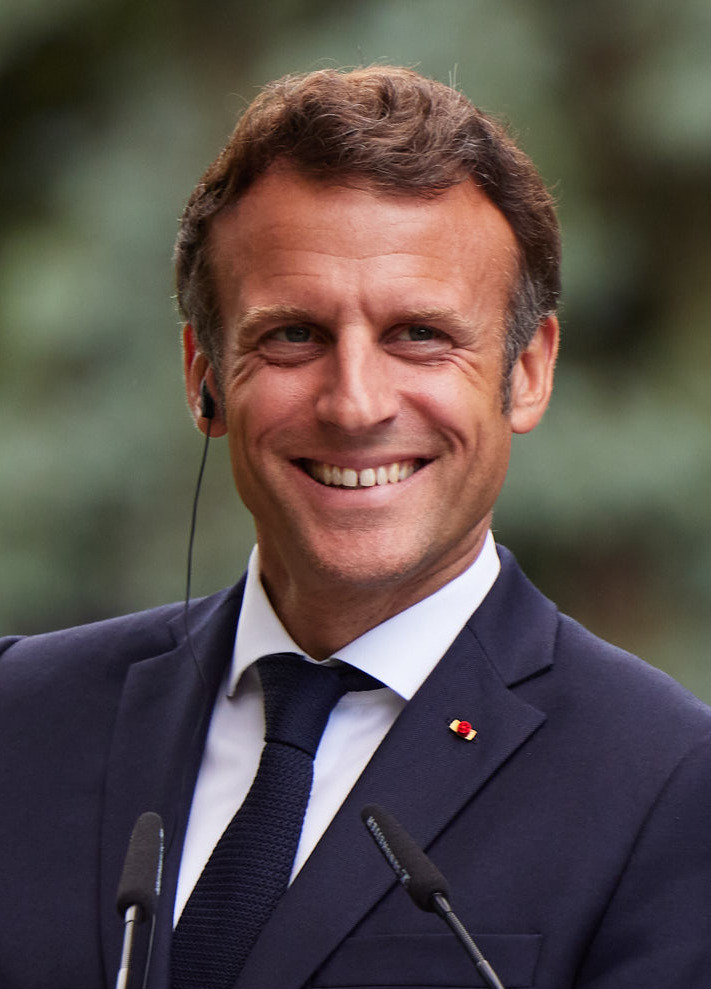
法國 总统 埃马纽埃尔·马克龙
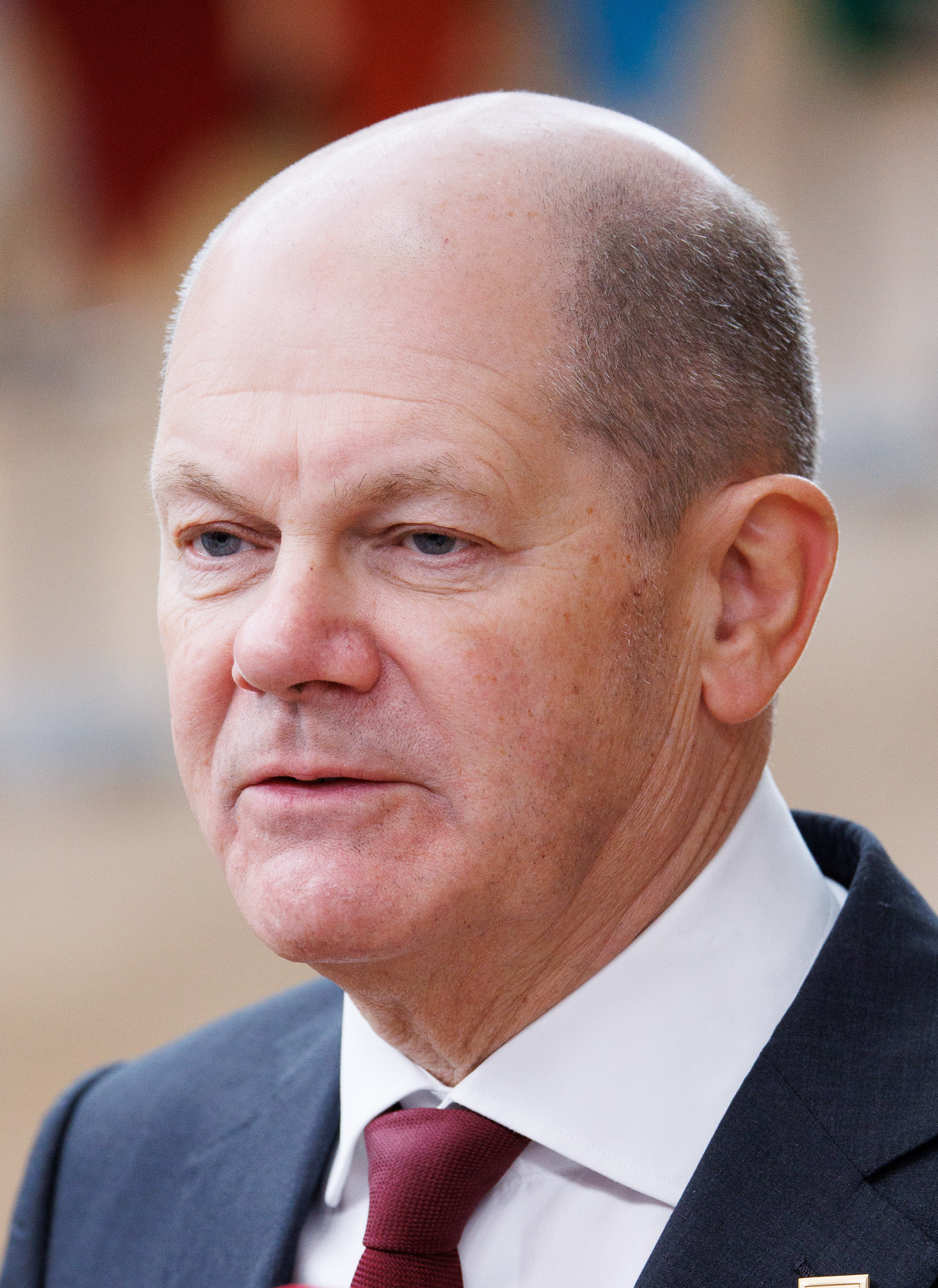
德国 聯邦總理 奥拉夫·朔尔茨
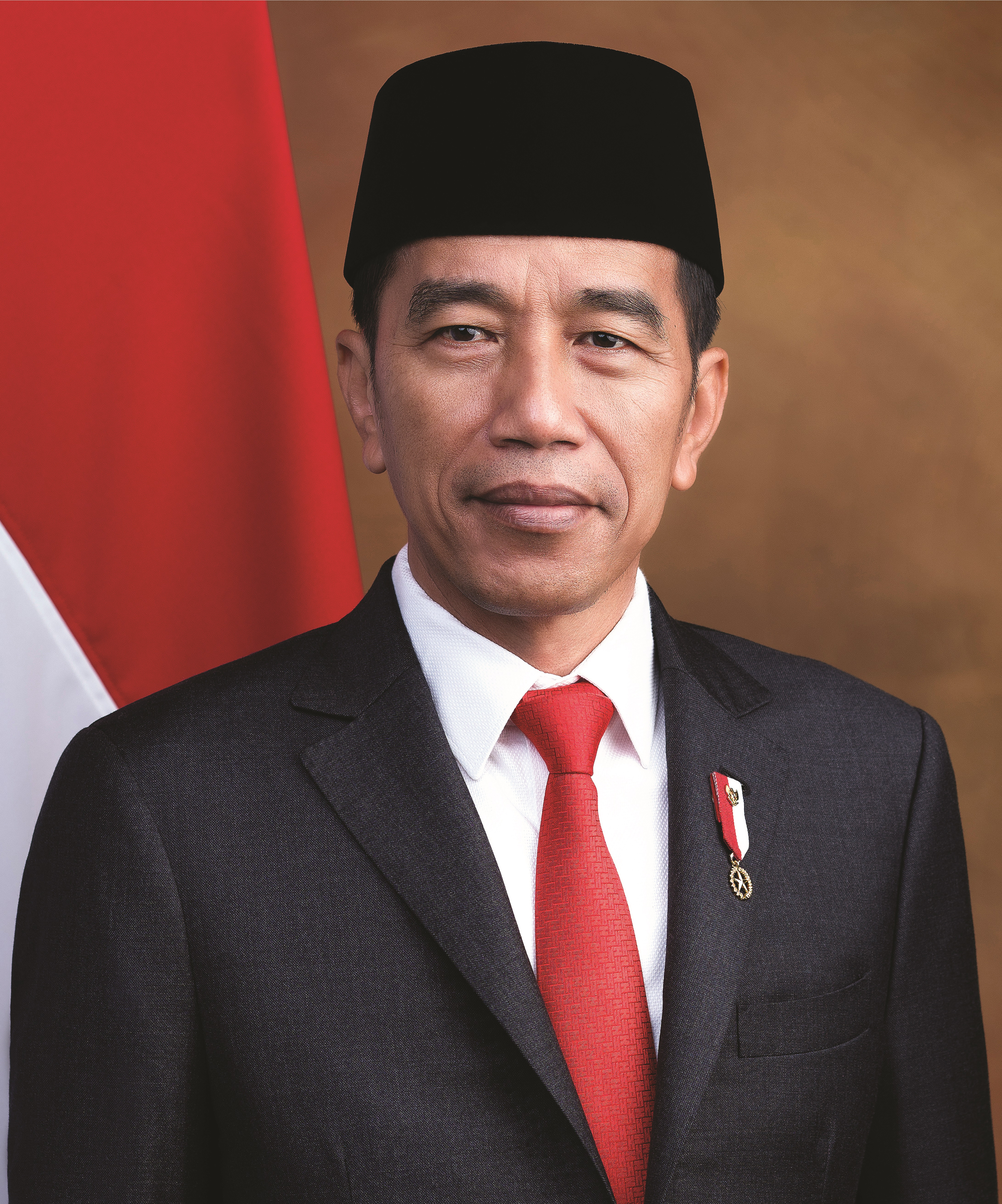
印度尼西亞 总统 佐科·维多多 2023年东盟轮值主席
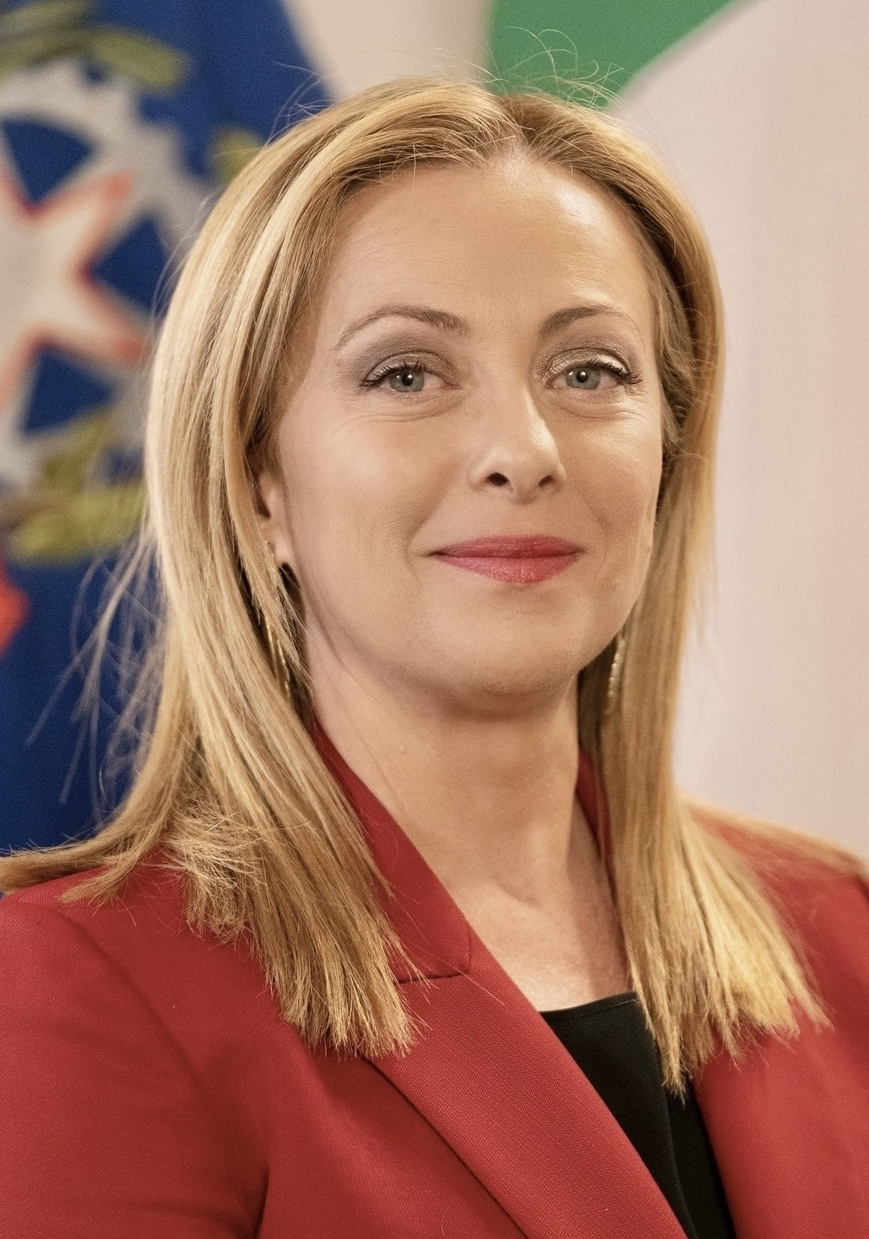
義大利 总理 乔治亚·梅洛尼
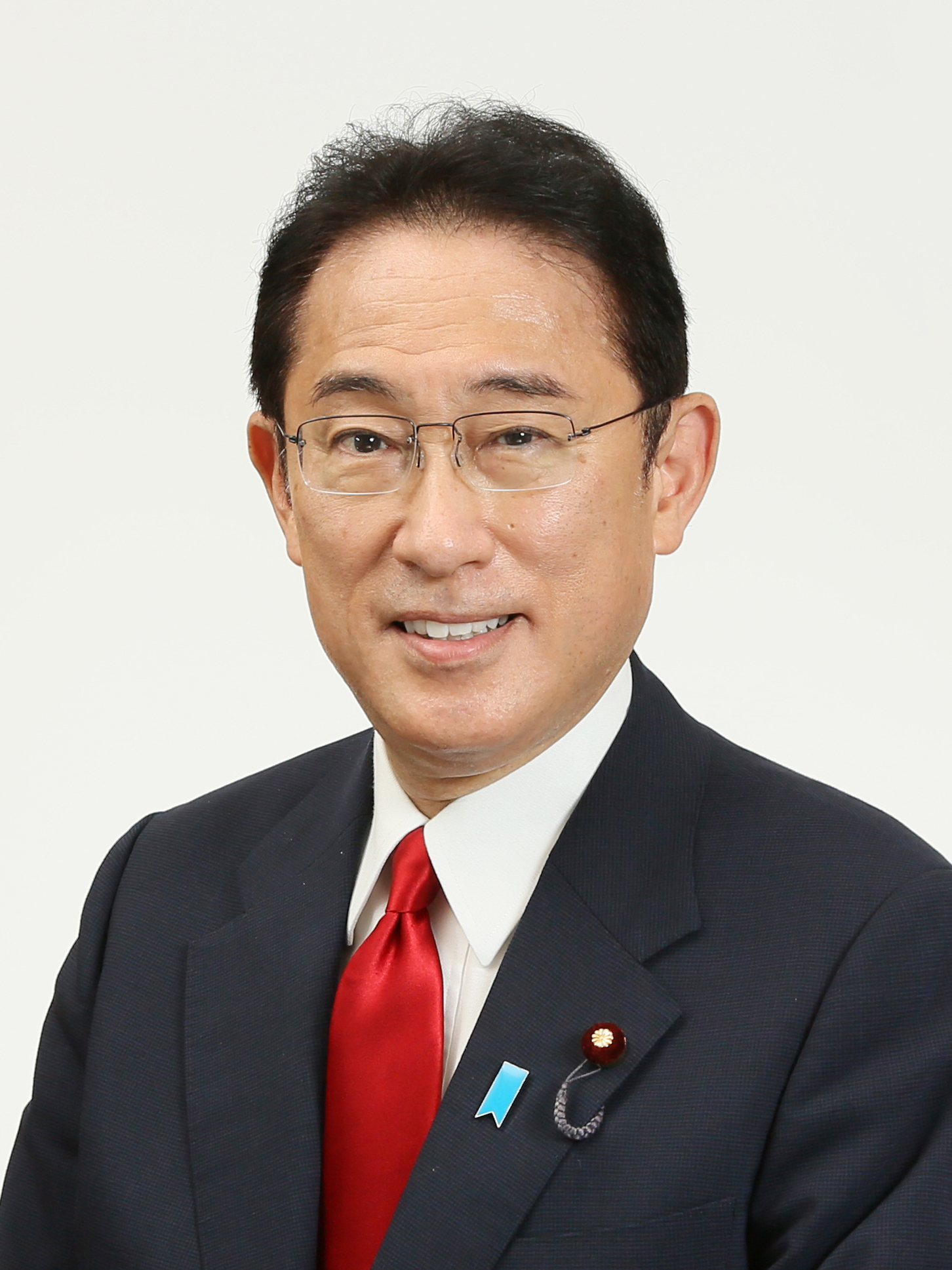
日本 内阁总理大臣 岸田文雄
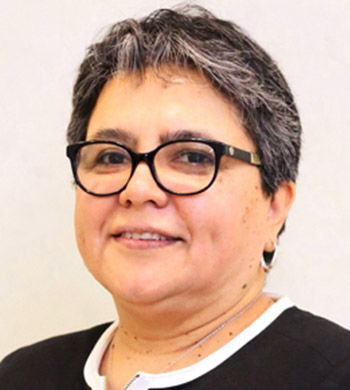
墨西哥
经济部长 拉奎尔·布恩罗斯特拉·桑切兹（西班牙语：Raquel Buenrostro Sánchez）[10]
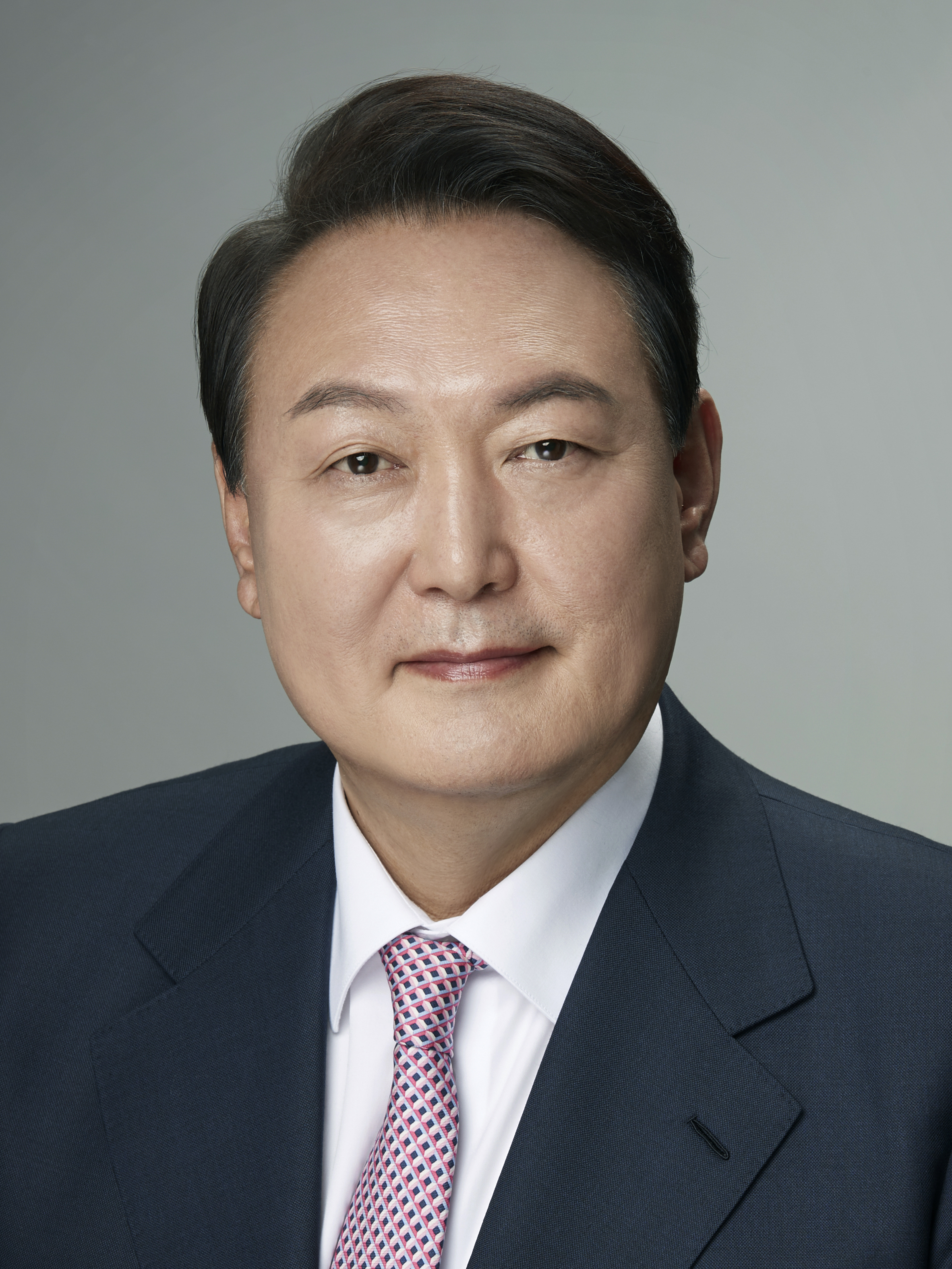
总统 尹锡悦
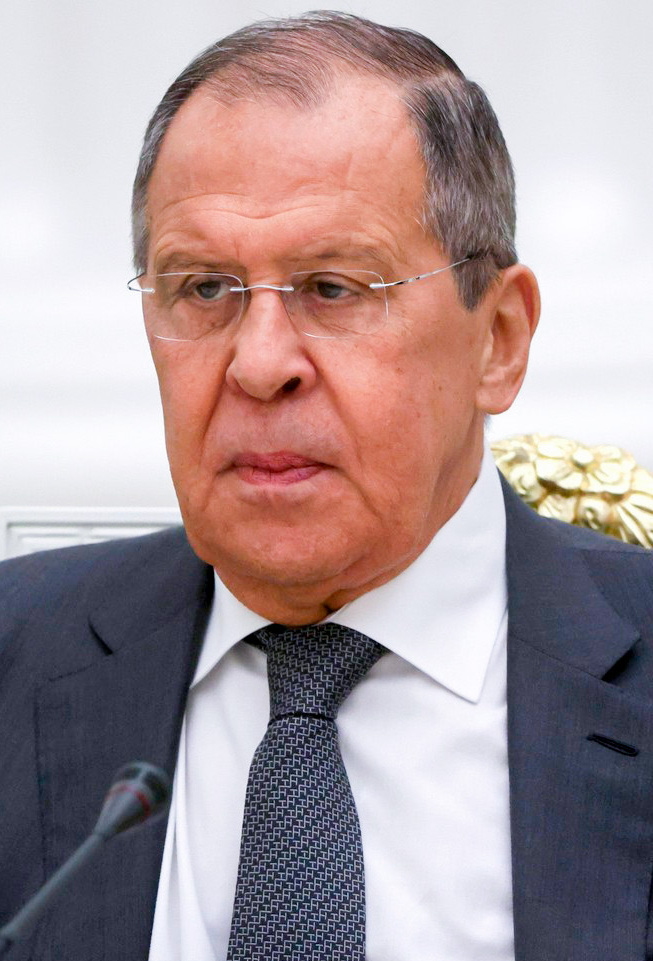
俄羅斯 外交部长 谢尔盖·拉夫罗夫
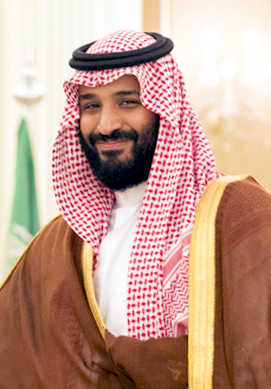
沙烏地阿拉伯 王储兼首相 穆罕默德·本·萨勒曼
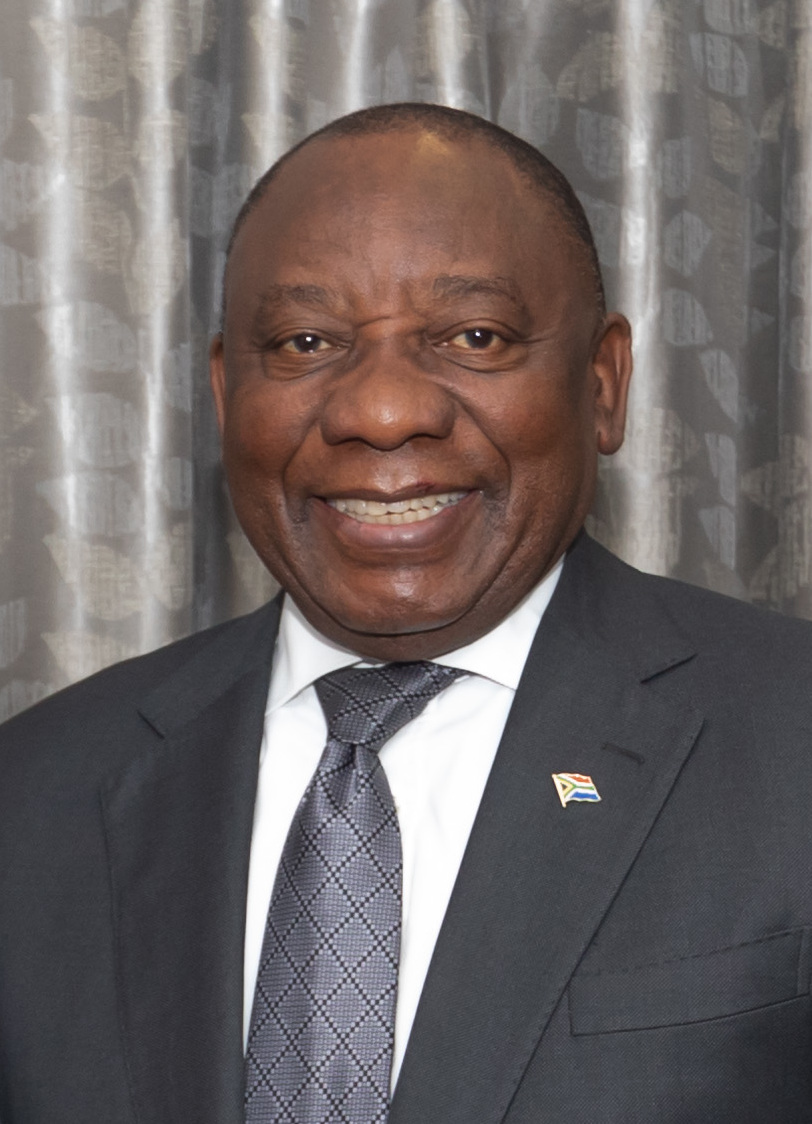
南非 总统 西里尔·拉马福萨
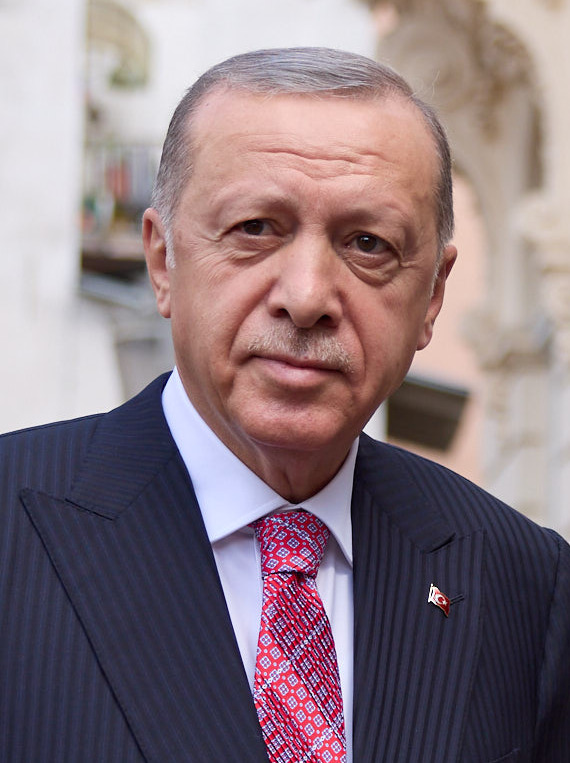
土耳其 总统 雷杰普·塔伊普·埃尔多安
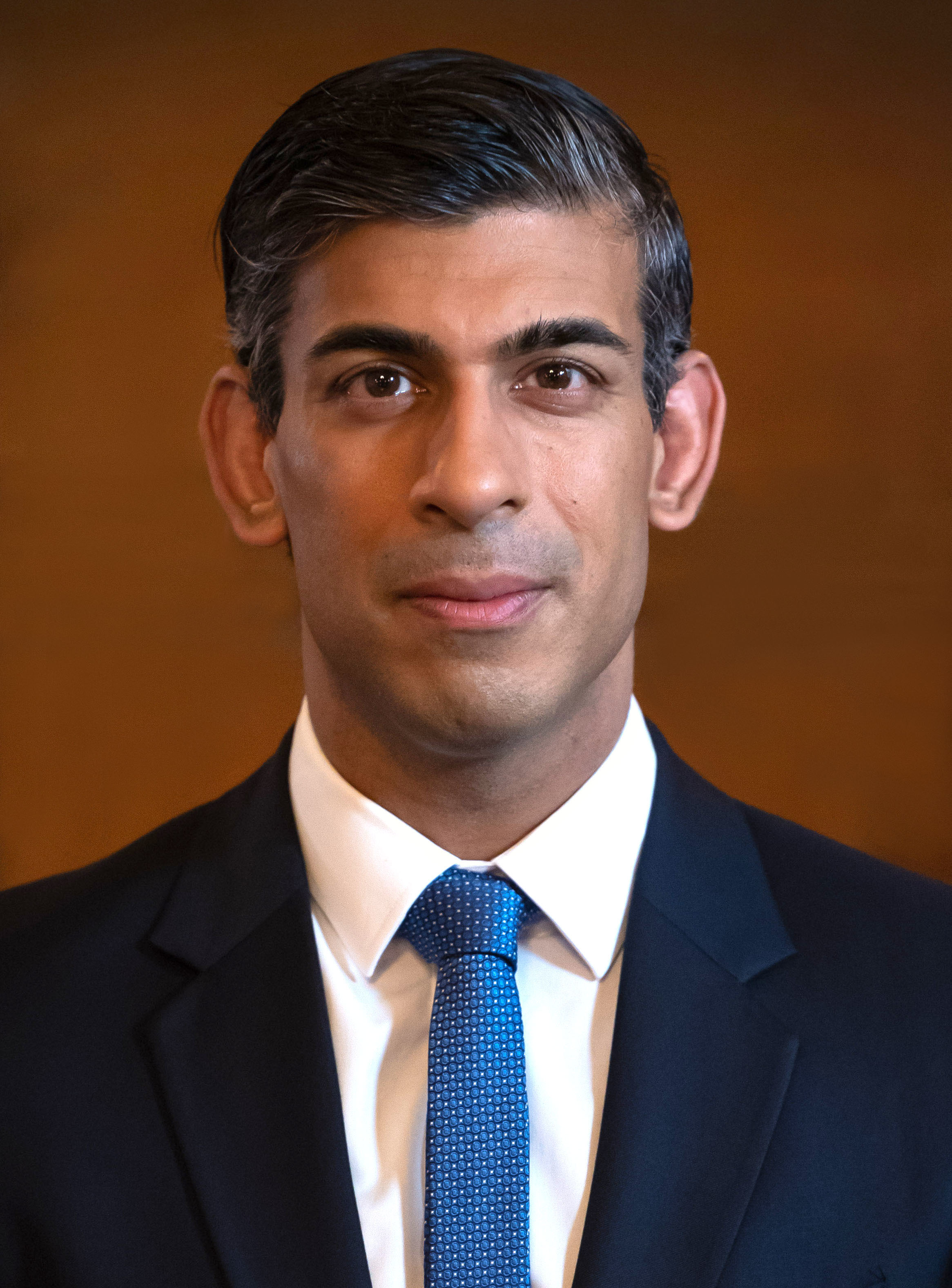
英国 首相 里希·苏纳克
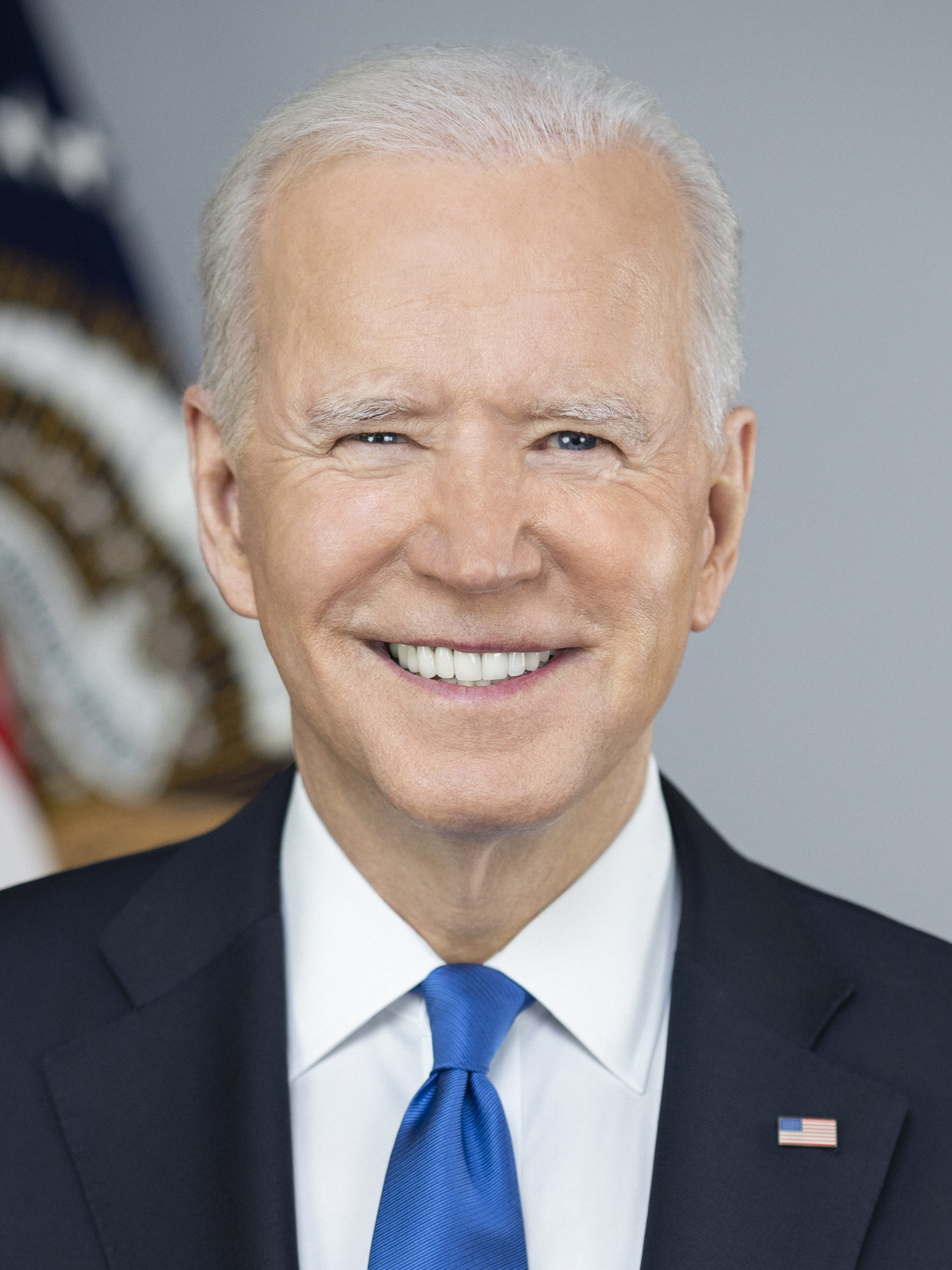
美国 总统 乔·拜登
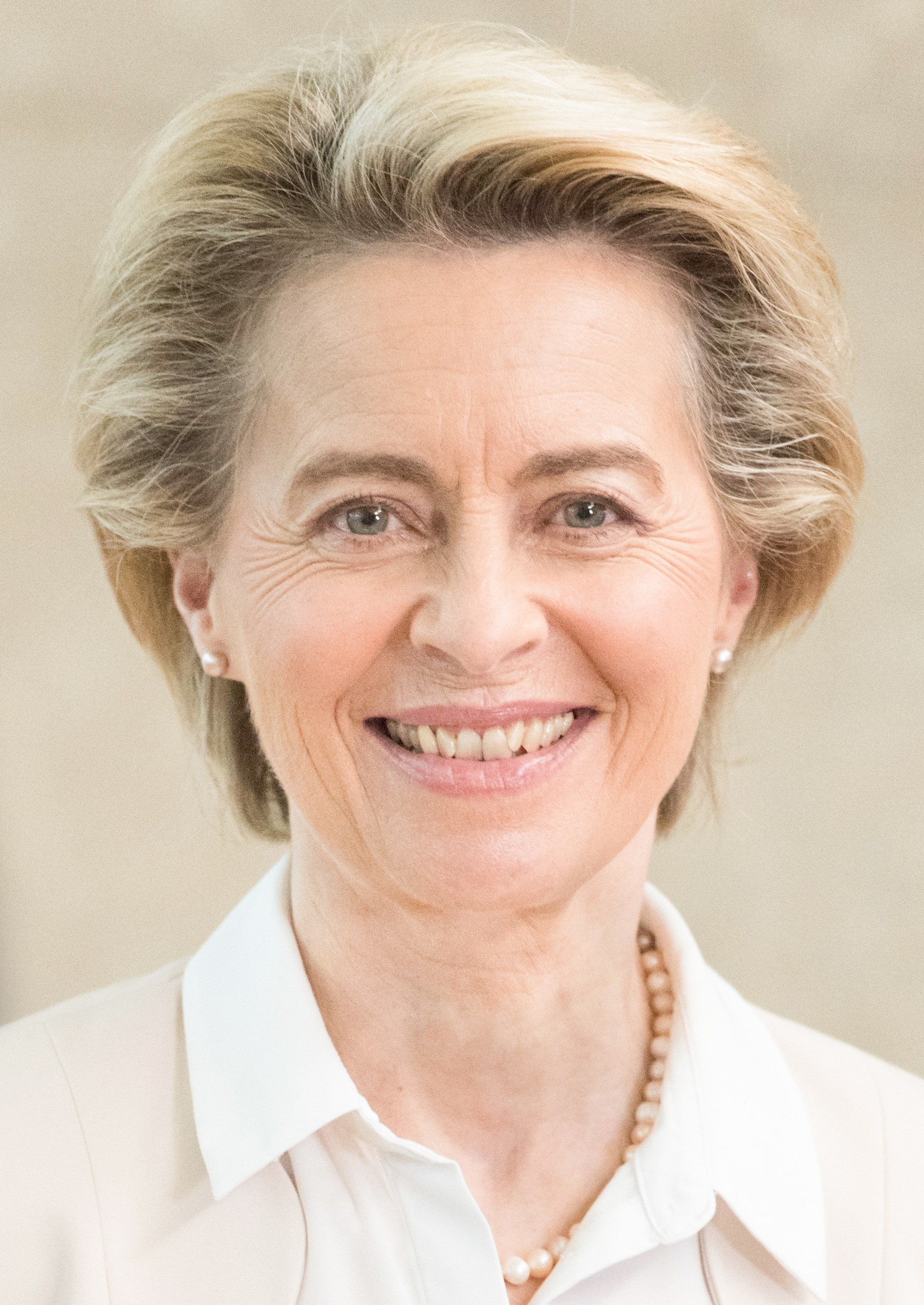
欧盟 委员会主席 乌尔苏拉·冯德莱恩
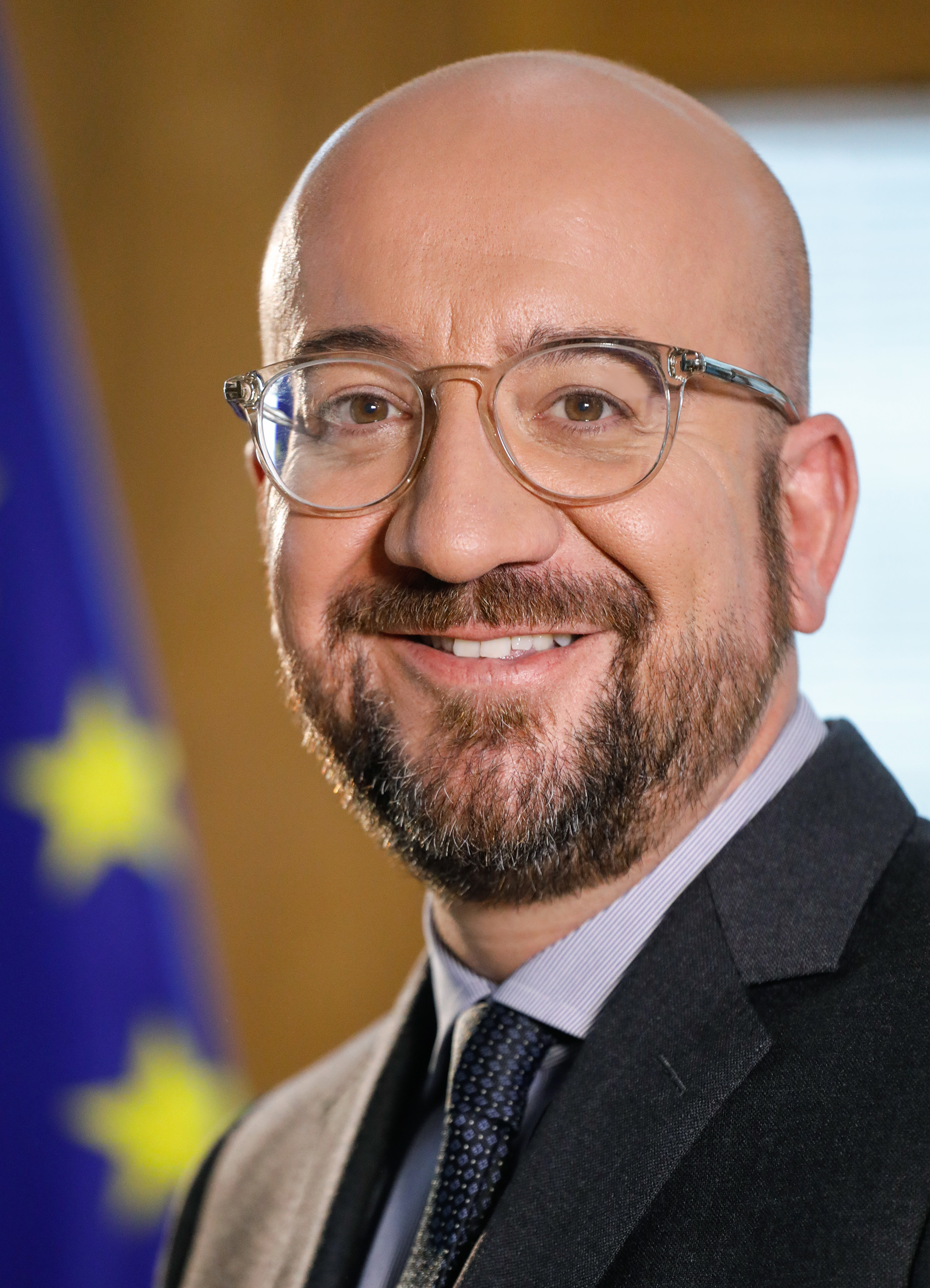
欧盟 理事会主席 夏尔·米歇尔

## 获邀嘉宾

### 嘉宾国代表

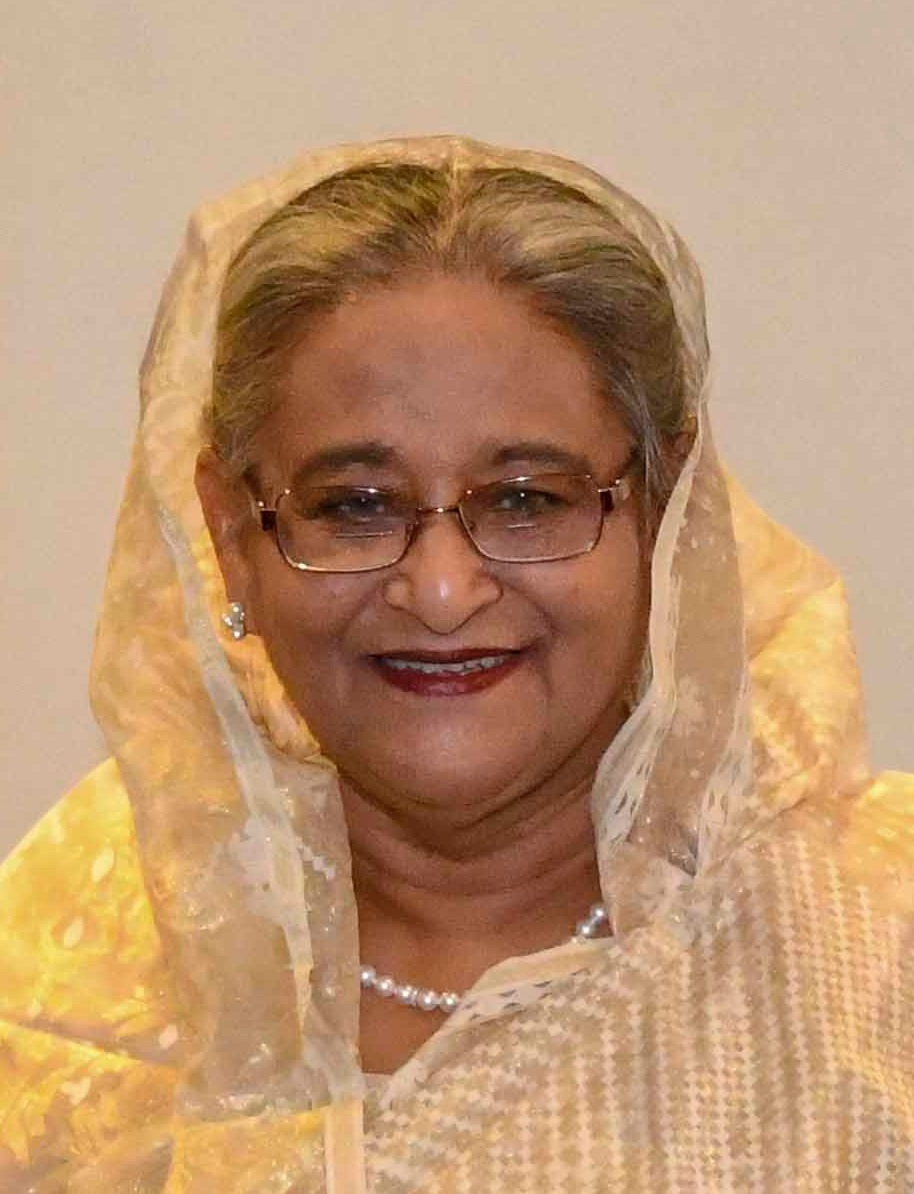
总理 谢赫·哈西娜
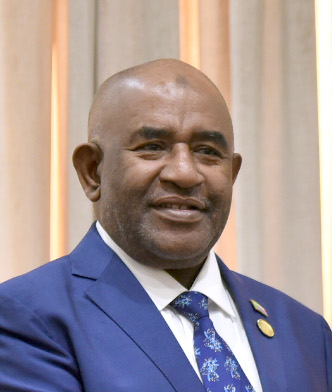
总统 阿扎利·阿苏马尼 2023年非盟轮值主席国
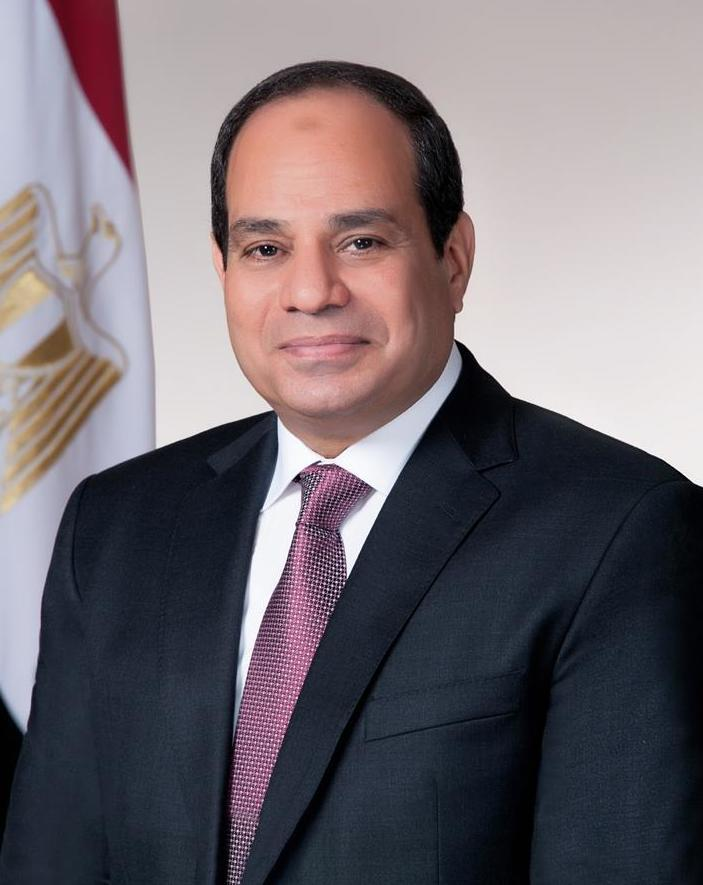
埃及 总统 阿卜杜勒-法塔赫·塞西 2023年非洲发展新伙伴关系轮值主席国
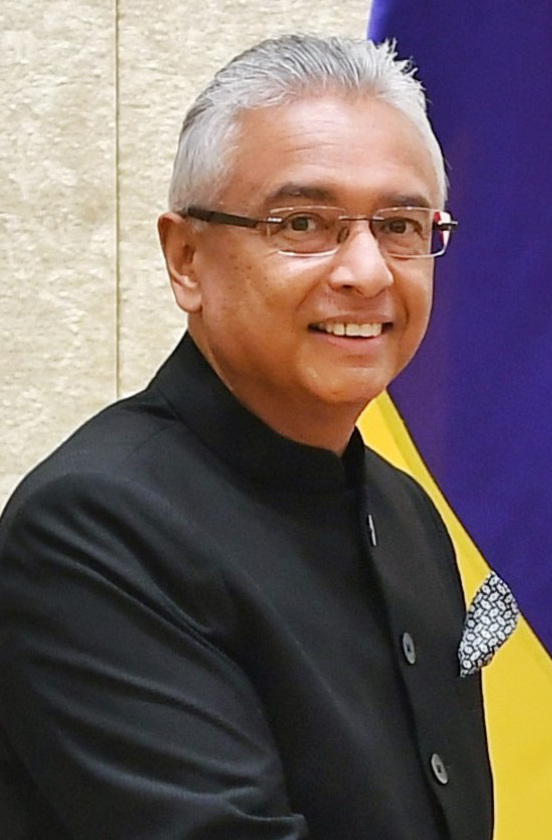
模里西斯 总理 普拉温德·贾格纳特
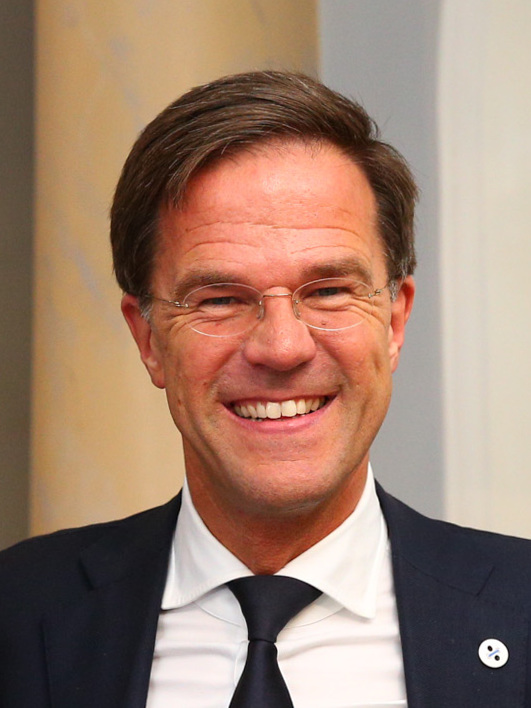
荷蘭 首相 马克·吕特
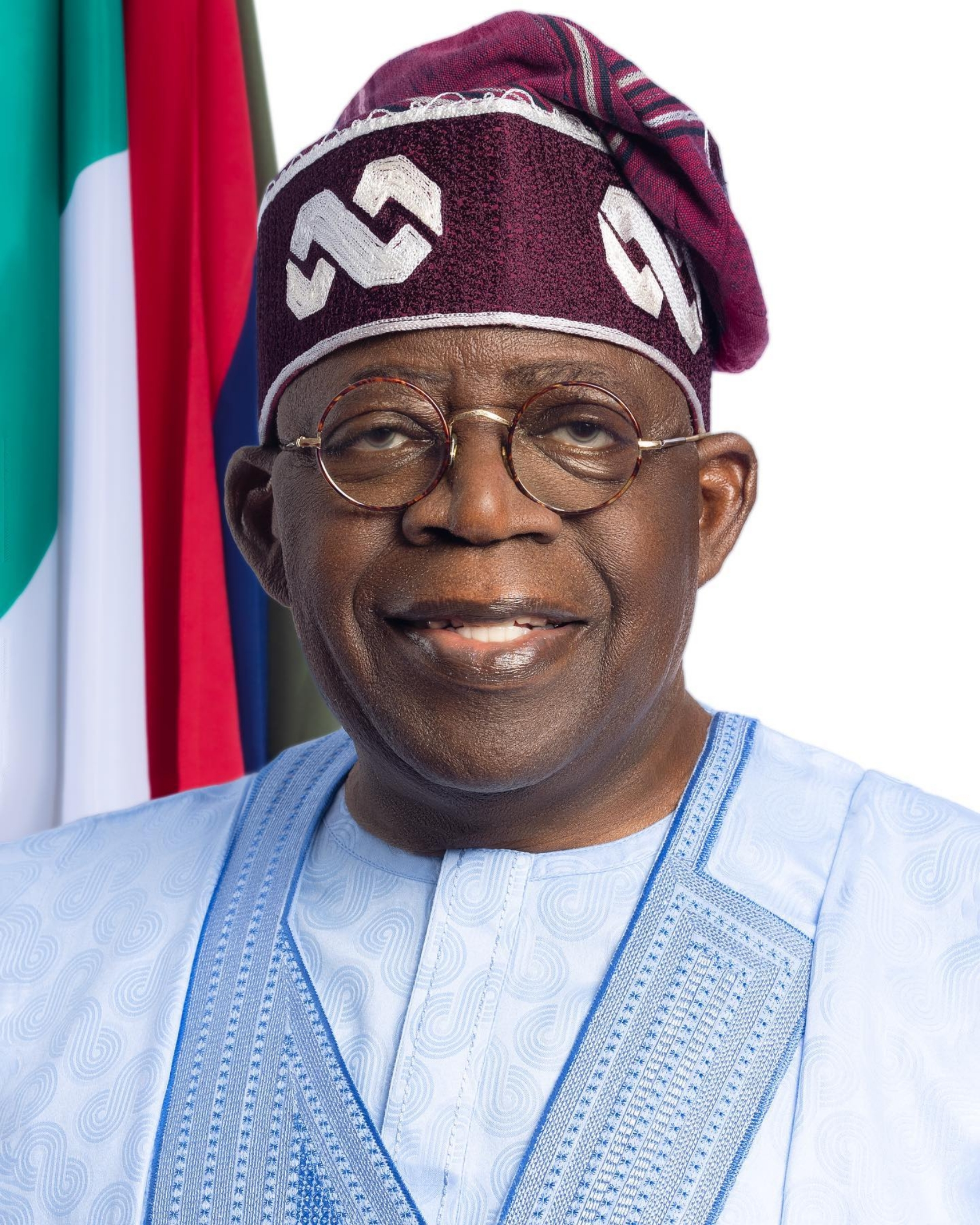
奈及利亞 总统 博拉·蒂努布
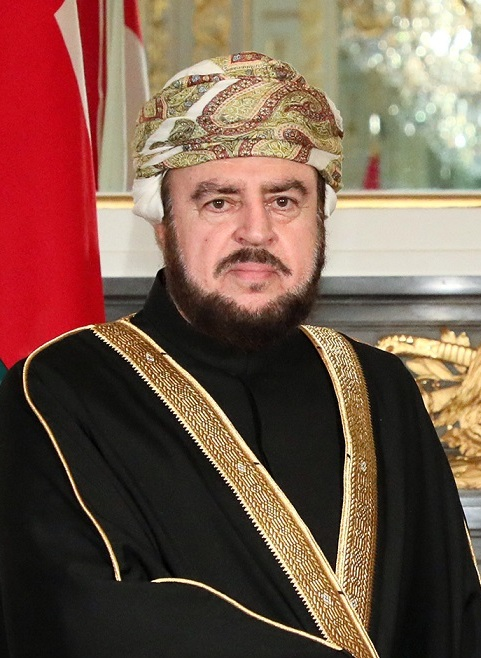
阿曼
副总理（英语：Deputy Prime Minister of Oman） 阿萨德·本·塔里克（阿拉伯语：أسعد بن طارق）
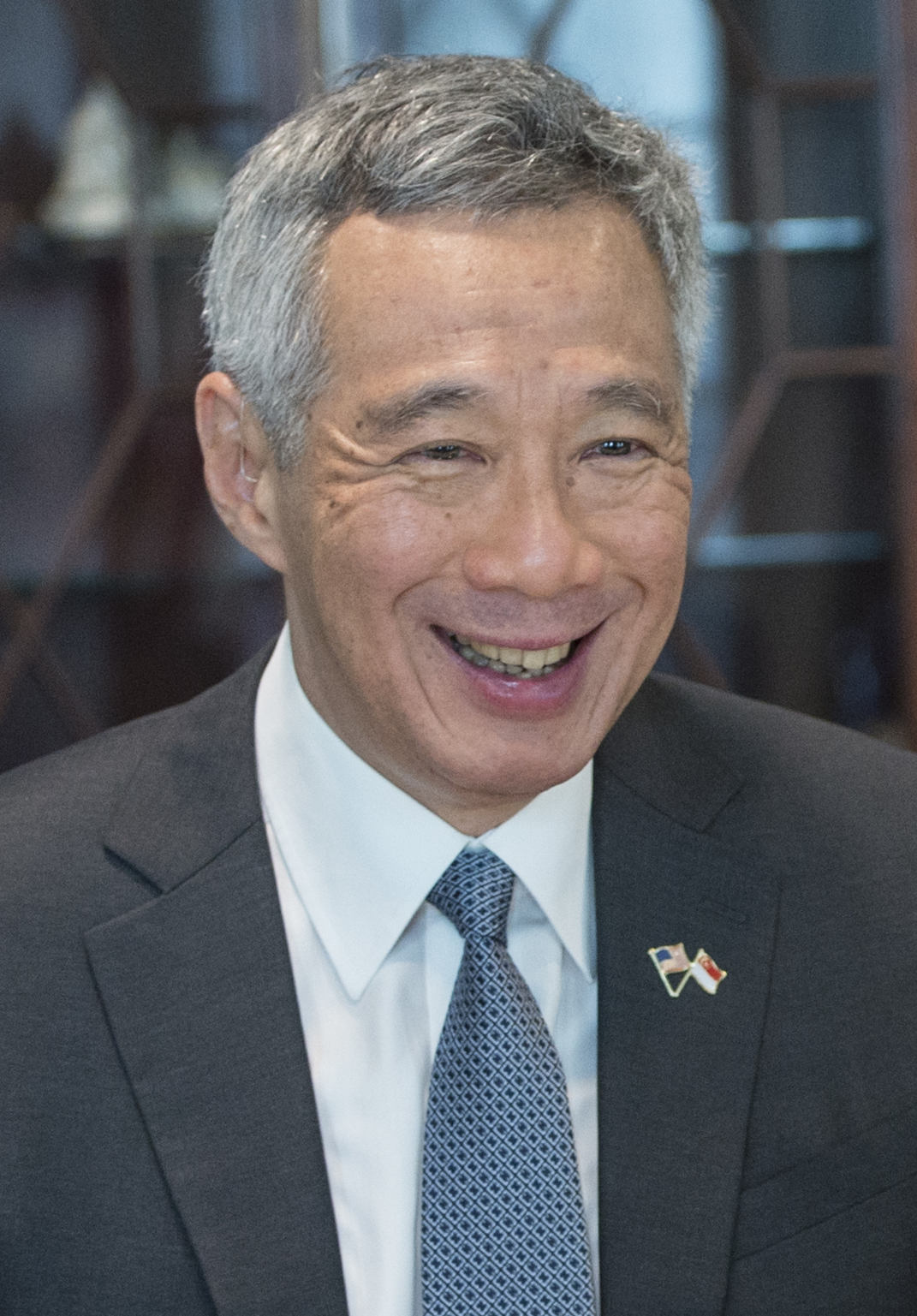
新加坡 总理 李显龙
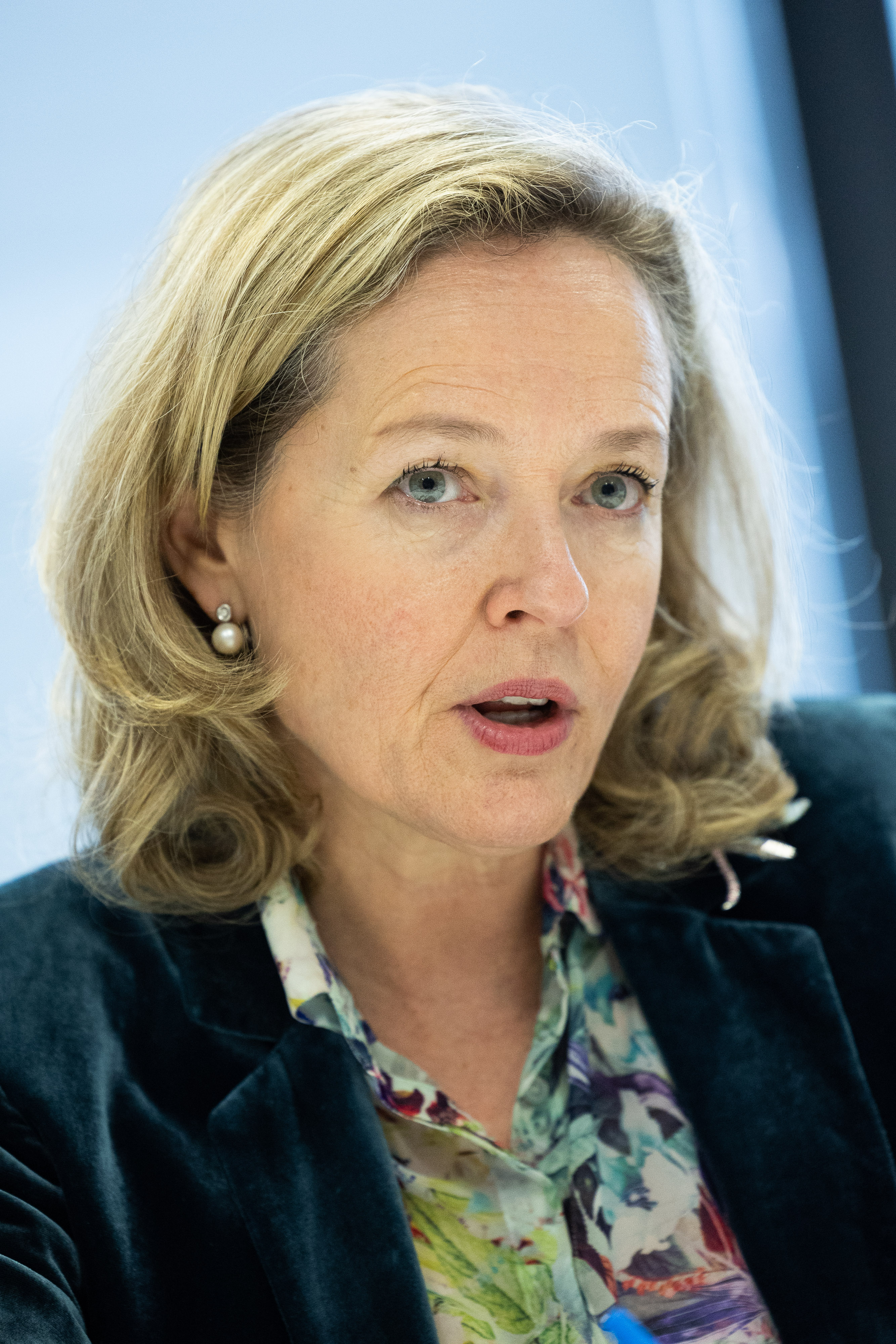
西班牙 副首相 纳迪娅·卡尔维尼奥 永久获邀国
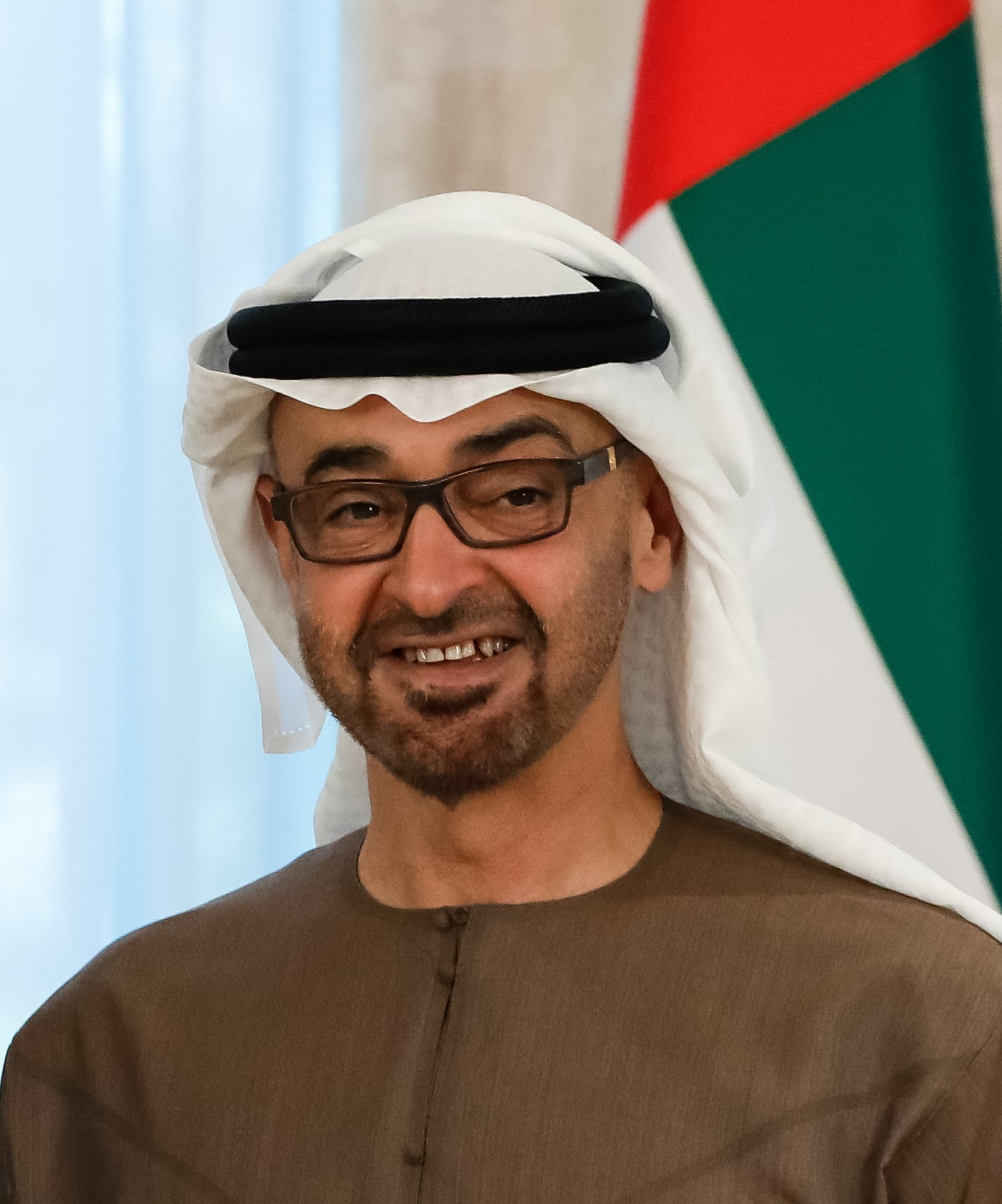
阿联酋 总统 穆罕默德·本·扎耶德·阿勒纳哈扬

### 国际组织代表
除了联合国、国际货币基金组织等常规国际组织与东盟、非盟等区域组织的主席国外，印度还邀请了抗灾基础设施联盟、国际太阳能联盟、亚洲开发银行作为国际组织嘉宾。

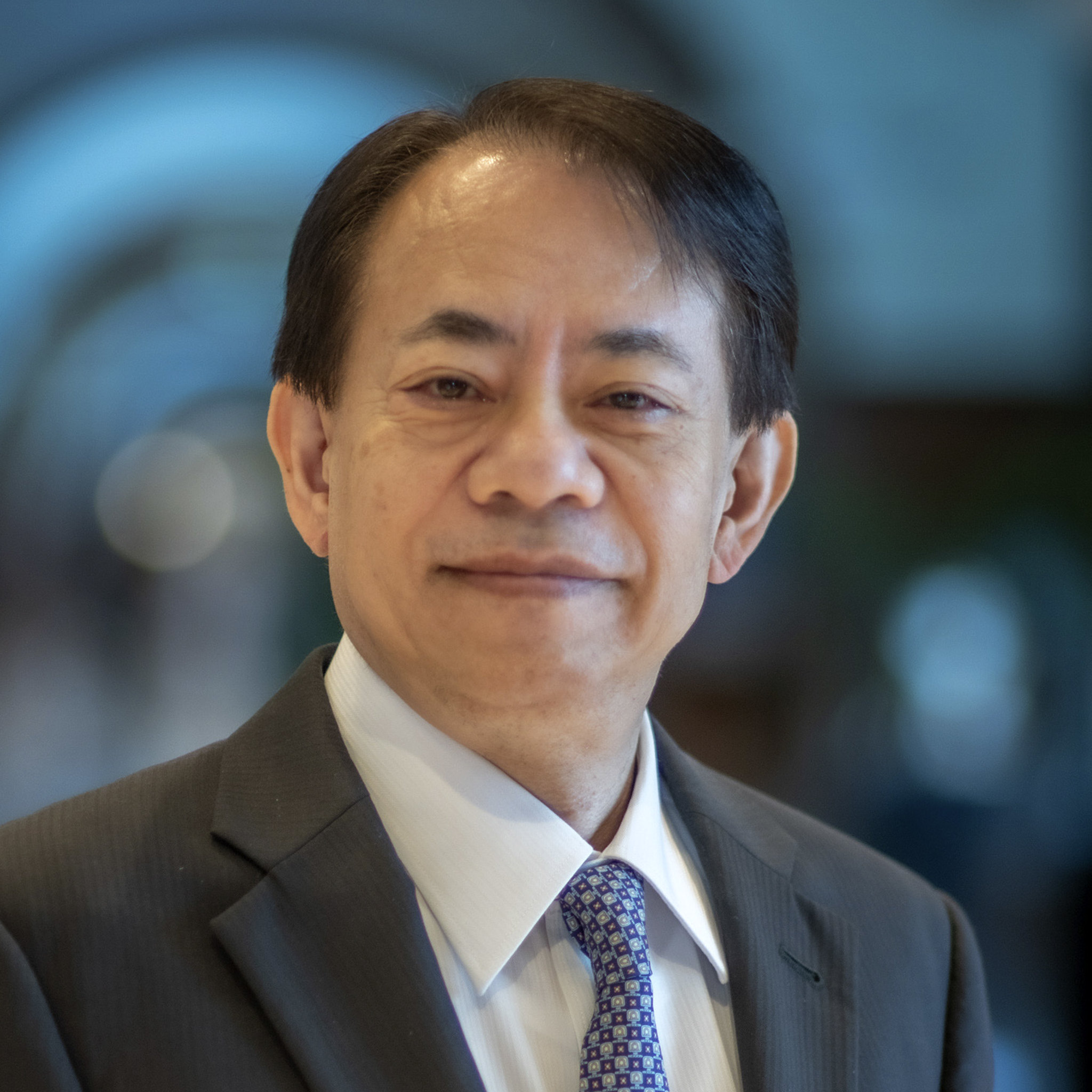
亚洲开发银行 行长 浅川雅嗣
抗灾基础设施联盟 秘书长 Amit Prothi[12]
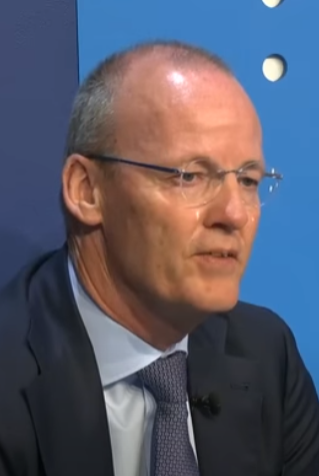
金融稳定委员会
主席 克拉斯·科诺特（荷兰语：Klaas Knot）[12]
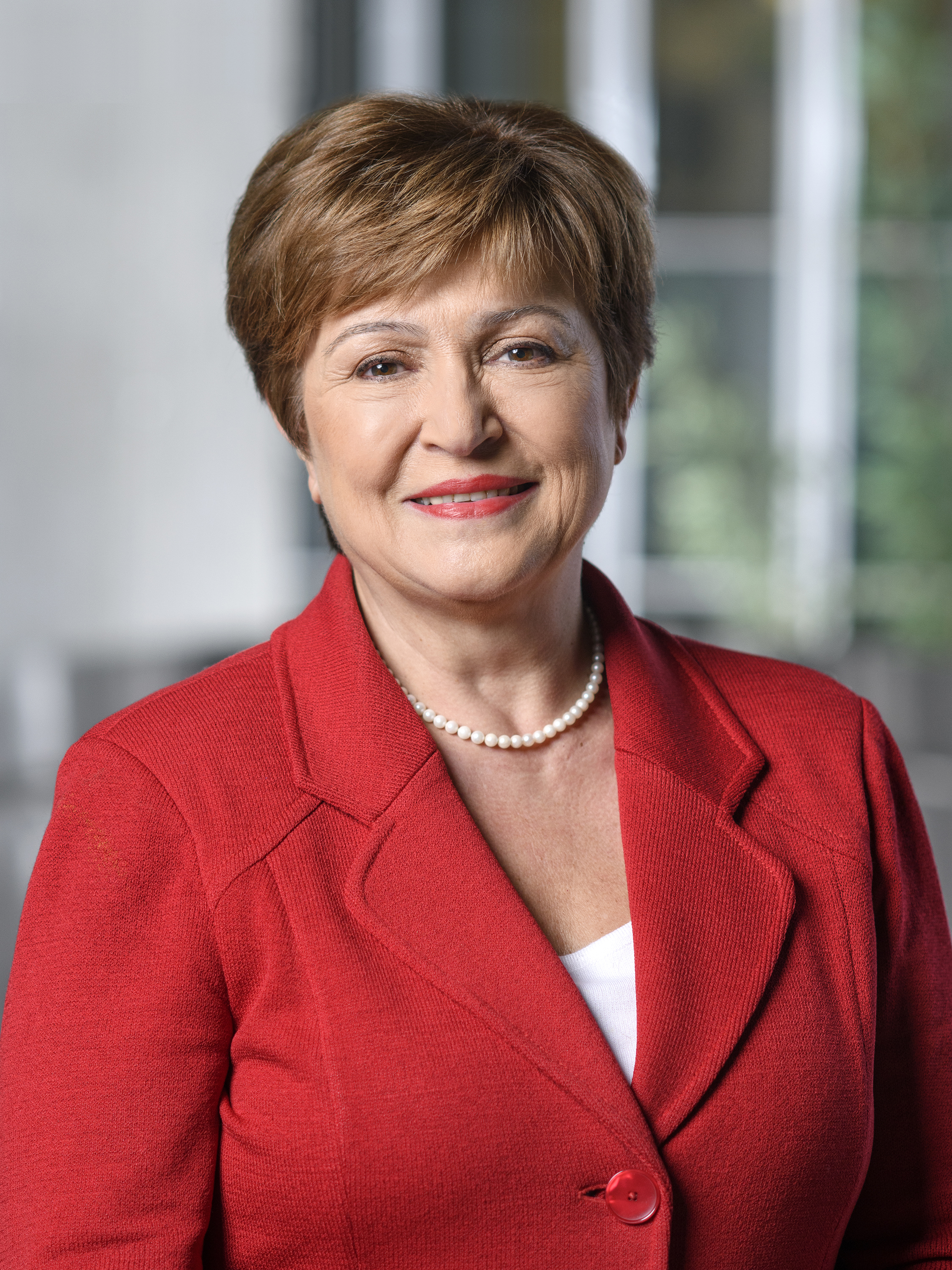
国际货币基金组织 总裁 克里斯塔利娜·格奥尔基耶娃
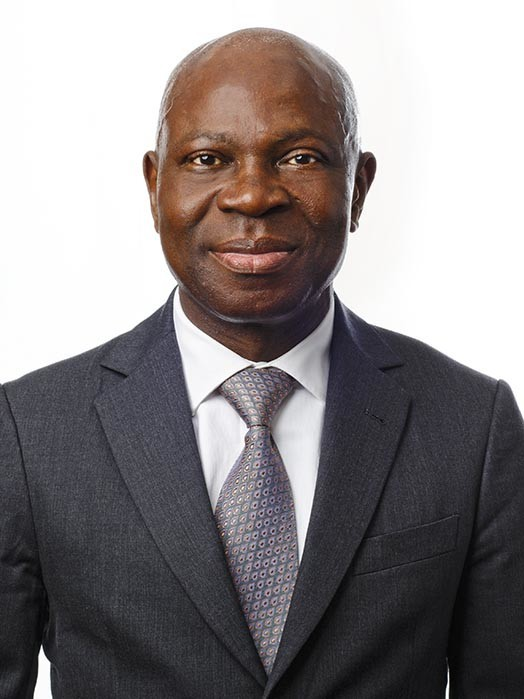
国际劳工组织
秘书长 吉尔伯特·洪博（英语：Gilbert Houngbo）
国际太阳能联盟（英语：International Solar Alliance）
秘书长 阿贾伊·马图尔（英语：Ajay Mathur）[12]
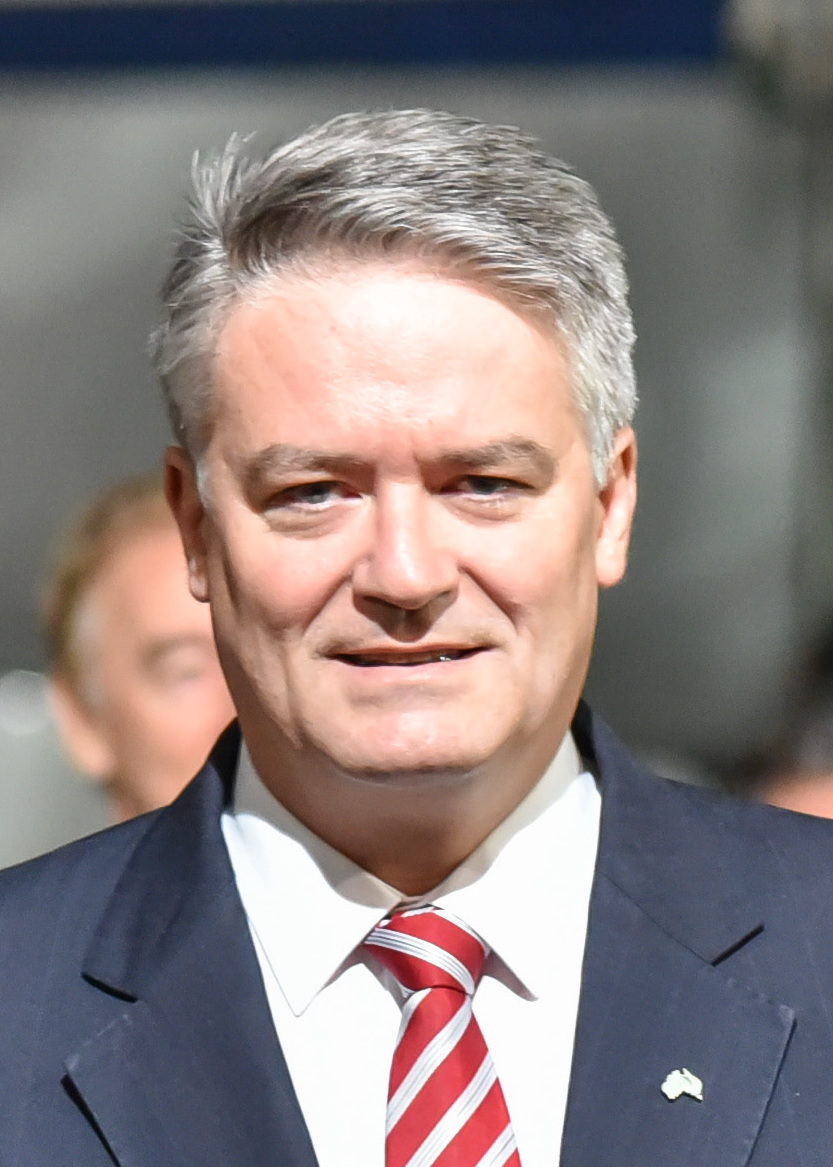
经合组织 秘书长 马提亚斯·科尔曼
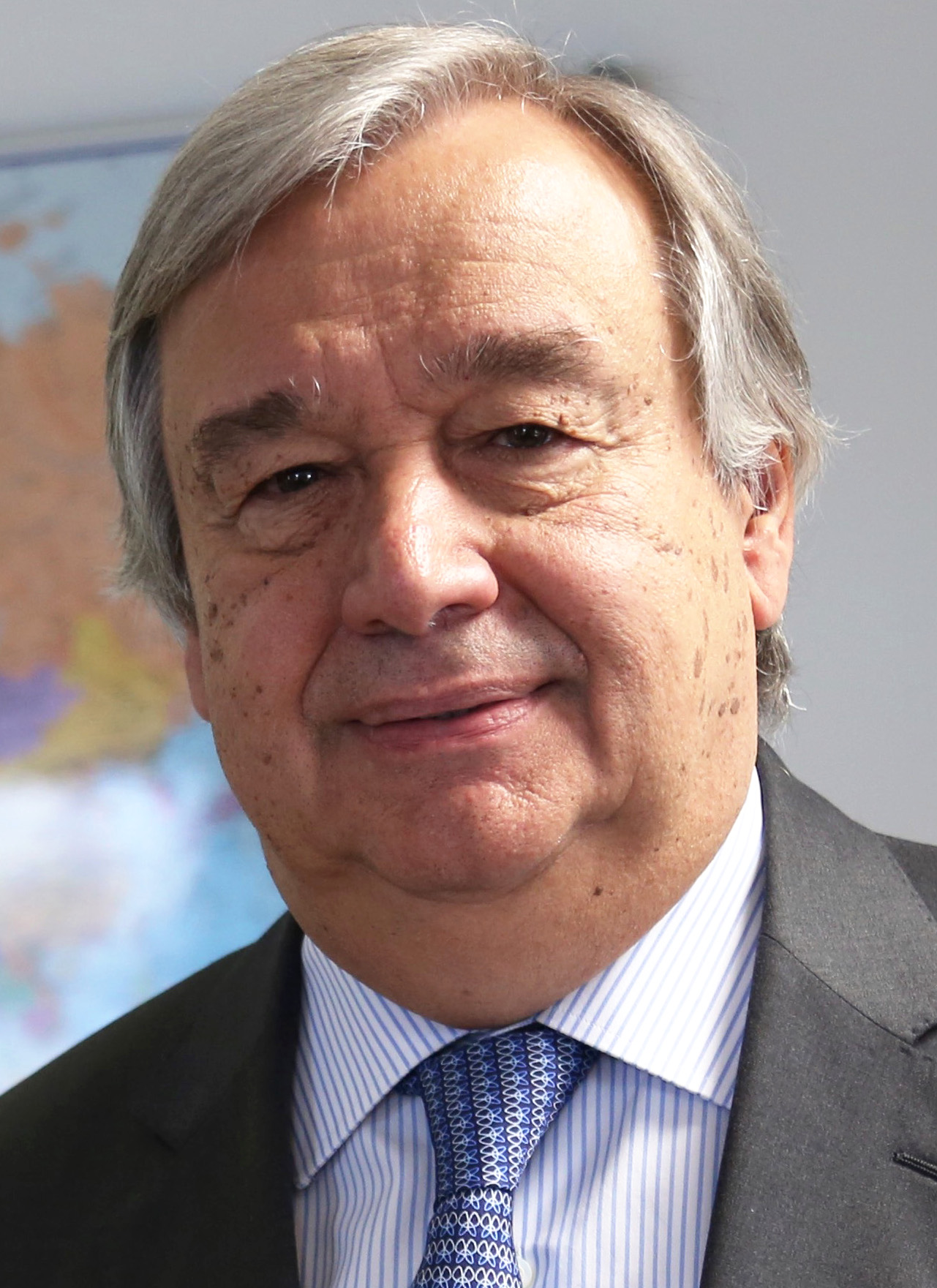
联合国 秘书长 安东尼奥·古特雷斯
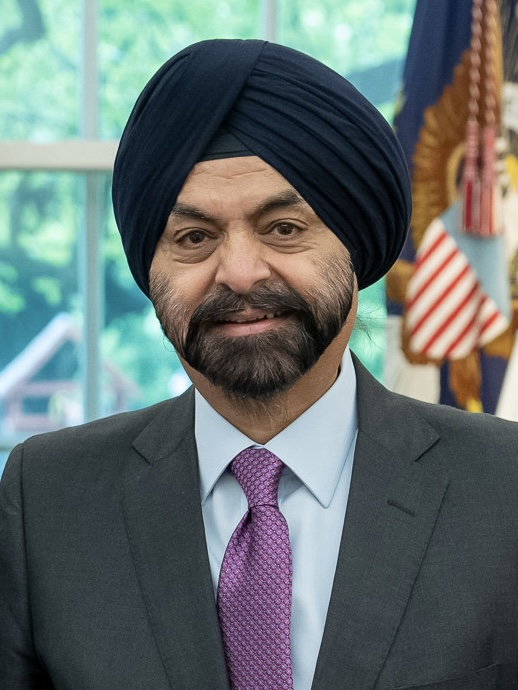
世界银行[13] 行长 彭安杰
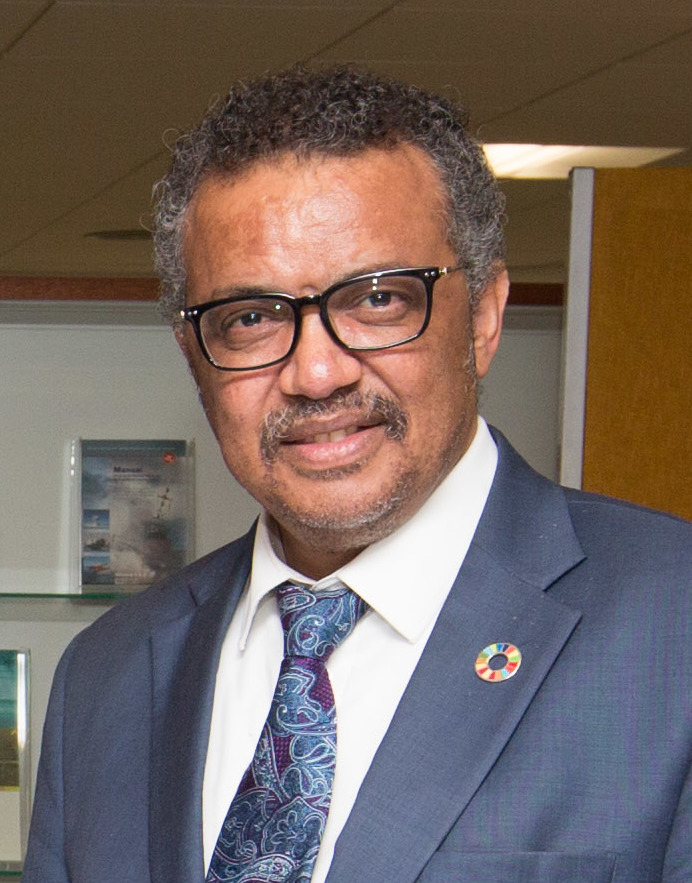
世界卫生组织 总干事 谭德塞
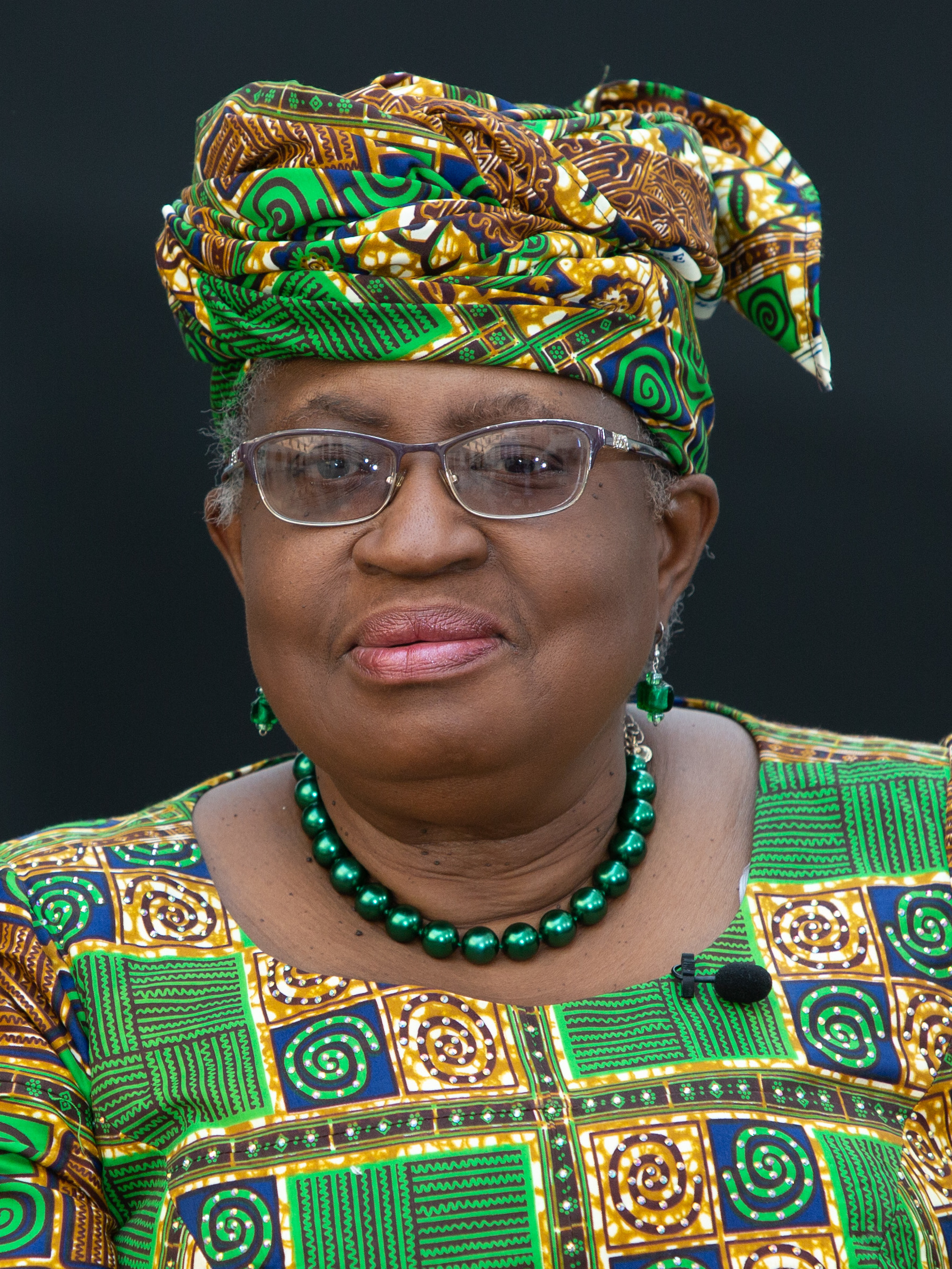
世界贸易组织 总干事 恩戈齐·奥孔约-伊卫拉